# Crown Commercial Building
Le Crown Commercial Building (en chinois traditionnel : 元邦皇冠 ; pinyin : Yuánbāng huángguàn) ou Lih-Rong An Imperial Crown Building est un gratte-ciel de 148 mètres de hauteur construit en 2001 à Keelung dans le nord de l'île de Taïwan. 
C'est le plus haut édifice de Keelung et l'un des deux gratte-ciel de la ville.
L'immeuble abrite des commerces sur les six premiers étages, des cinémas, un hôtel et des bureaux sur 33 étages pour une surface de plancher de 33 140 m2.
L'architecte est le Taïwanais Huang Mingcheng.